# Cyclassics Hamburg
La ADAC Cyclassics -anteriormente llamada HEW Cyclassics (1996-2005), Vattenfall Cyclassics (2006-2015), EuroEyes Cyclassics (2016-2019) o BEMER Cyclassics (2022-2024), y también conocida como Cyclassics Hamburg (nombre original, sin patrocinador) o Clásica de Hamburgo- es una clásica ciclista que se disputa en Hamburgo (Alemania) y sus alrededores.
Tenía una longitud en torno a los 250 km en sus primeras ediciones, que disminuyó progresivamente su kilometraje hasta los 216 km. Pese a que en los últimos años ha regresado a su formato original, en 2016 contará con 217,7 kilómetros de recorrido. 

## Historia
Comenzó a correrse con el nombre de Vuelta a Hamburgo en 1996 pero cambió de nombre en su segunda edición al empezar a ser patrocinada por la empresa eléctrica alemana HEW. En 1998 empezó a formar parte de las pruebas de la Copa del Mundo de ciclismo sustituyendo a la Wincanton Classic, una clásica británica que se disputaba en agosto. Desde el 2005 formó parte del UCI ProTour.
En 2006, con el cambio de nombre de la empresa patrocinadora, la competición cambió de nuevo su denominación para adoptar el de Vattenfall, siendo a partir de dicho año cuando comenzó a bajar su kilometraje. En 2016, la empresa de cirugía oftalmológica EuroEyes se incorporaba a la prueba como principal apoyo y nuevo nombre para la misma.

## Palmarés
| Año                   | Ganador              | Segundo              | Tercero            |           |
| --------------------- | -------------------- | -------------------- | ------------------ | --------- |
| HEW Cyclassics        |                      |                      |                    |           |
| 1996                  | Rossano Brasi        | Bert Dietz           | Steffen Rein       |           |
| 1997                  | Jan Ullrich          | Wilfried Peeters     | Jens Heppner       |           |
| 1998                  | Léon van Bon         | Michele Bartoli      | Ludo Dierckxsens   |           |
| 1999                  | Mirko Celestino      | Raphael Schweda      | Romāns Vainšteins  |           |
| 2000                  | Gabriele Missaglia   | Francesco Casagrande | Fabio Baldato      |           |
| 2001                  | Erik Zabel           | Romāns Vainšteins    | Erik Dekker        |           |
| 2002                  | Johan Museeuw        | Igor Astarloa        | Davide Rebellin    |           |
| 2003                  | Paolo Bettini        | Davide Rebellin      | Jan Ullrich        |           |
| 2004                  | Stuart O'Grady       | Paolo Bettini        | Igor Astarloa      |           |
| 2005                  | Filippo Pozzato      | Luca Paolini         | Allan Davis        |           |
| Vattenfall Cyclassics |                      |                      |                    |           |
| 2006                  | Óscar Freire         | Erik Zabel           | Filippo Pozzato    |           |
| 2007                  | Alessandro Ballan    | Óscar Freire         | Gerald Ciolek      |           |
| 2008                  | Robbie McEwen        | Mark Renshaw         | Allan Davis        |           |
| 2009                  | Tyler Farrar         | Matti Breschel       | Gerald Ciolek      |           |
| 2010                  | Tyler Farrar         | Edvald Boasson Hagen | André Greipel      |           |
| 2011                  | Edvald Boasson Hagen | Gerald Ciolek        | Borut Božič        |           |
| 2012                  | Arnaud Démare        | André Greipel        | Giacomo Nizzolo    |           |
| 2013                  | John Degenkolb       | André Greipel        | Alexander Kristoff |           |
| 2014                  | Alexander Kristoff   | Giacomo Nizzolo      | Simon Gerrans      |           |
| 2015                  | André Greipel        | Alexander Kristoff   | Giacomo Nizzolo    |           |
| EuroEyes Cyclassics   |                      |                      |                    |           |
| 2016                  | Caleb Ewan           | John Degenkolb       | Giacomo Nizzolo    |           |
| 2017                  | Elia Viviani         | Arnaud Démare        | Dylan Groenewegen  |           |
| 2018                  | Elia Viviani         | Arnaud Démare        | Alexander Kristoff |           |
| 2019                  | Elia Viviani         | Caleb Ewan           | Giacomo Nizzolo    |           |
| 2020                  | cancelada            | cancelada            | cancelada          | cancelada |
| 2021                  | cancelada            | cancelada            | cancelada          | cancelada |
| BEMER Cyclassics      |                      |                      |                    |           |
| 2022                  | Marco Haller         | Wout van Aert        | Quinten Hermans    |           |
| 2023                  | Mads Pedersen        | Danny van Poppel     | Elia Viviani       |           |
| 2024                  | Olav Kooij           | Jonathan Milan       | Biniam Girmay      |           |
| ADAC Cyclassics       |                      |                      |                    |           |
| 2025                  |                      |                      |                    |           |

## Estadísticas

### Más victorias
| Ciclista     | Victorias | Años              |
| ------------ | --------- | ----------------- |
| Elia Viviani | 3         | 2017, 2018 y 2019 |
| Tyler Farrar | 2         | 2009 y 2010       |

En negrilla corredores activos.

### Victorias consecutivas
- Tres victorias seguidas:
  -  Elia Viviani (2017, 2018, 2019)

- Dos victorias seguidas:
  -  Tyler Farrar (2009, 2010)

En negrilla corredores activos.

## Palmarés por países
| País           | Victorias | 2.º lugar | 3.º lugar | Total | Último vencedor            |
| -------------- | --------- | --------- | --------- | ----- | -------------------------- |
| Italia         | 9         | 7         | 8         | 24    | Elia Viviani en 2019       |
| Alemania       | 4         | 7         | 6         | 17    | André Greipel en 2015      |
| Australia      | 3         | 2         | 3         | 8     | Caleb Ewan en 2016         |
| Noruega        | 2         | 2         | 2         | 6     | Alexander Kristoff en 2014 |
| Estados Unidos | 2         | 0         | 0         | 2     | Tyler Farrar en 2010       |
| Países Bajos   | 2         | 1         | 2         | 5     | Olav Kooij en 2024         |
| Bélgica        | 1         | 2         | 2         | 5     | Johan Museeuw en 2002      |
| España         | 1         | 2         | 1         | 4     | Óscar Freire en 2006       |
| Francia        | 1         | 2         | 0         | 3     | Arnaud Démare en 2012      |
| Dinamarca      | 1         | 1         | 0         | 2     | Mads Pedersen en 2023      |
| Austria        | 1         | 0         | 0         | 1     | Marco Haller en 2022       |
| Irlanda        | 1         | 0         | 0         | 1     | Rory Townsend en 2025      |
| Letonia        | 0         | 1         | 1         | 2     | —                          |
| Eslovenia      | 0         | 0         | 1         | 1     | —                          |
| Eritrea        | 0         | 0         | 1         | 1     | —                          |